# Українці Сінгапуру
Українці Сінгапуру — особи української національністі, які проживають та працюють на території Республіки Сінгапур. Задля збереження рідної мови та культури створено громадські організації, що співпрацюють з Посольством України в Сінгапурі.

## Історія
Тривалий час міграції українців до Сінгапуру не було. Такий стан зберігався до початку 2000-х років. Це було викликано колоніальним статусом міста, яке було важливою британською базою. Лише з перетворенням Сінгапура на одного з «азійських тигрів», значний піднесенням економіки та соціальних стандартів сюди стали переїздити українці. Це також збіглося зі складною економічною ситуацію в самій Україні.
Станом на травень 2016 р. близько 500 українців за неофіційними даними проживали у Сінгапурі. На консульському обліку Посольства України в Сінгапурі перебувають 278 осіб. Українські мігранти — передусім висококваліфіковані і творчі працівники (у таких сферах, як інформаційні технології, біотехнології, фінанси, торгівля та морська сфера). Здебільшого це люди 25-45 років, які мають вищу освіту. Багато українців отримали запрошення на роботу в сінгапурські науково-дослідні установи, а дехто викладає у вищих навчальних закладах. Студенти й аспіранти з України теж обирають сінгапурські вузи, що мають високі рейтинги у світі. Своє місце в Сінгапурі знаходять і українські музиканти й танцюристи, які беруть участь у виставах або викладають свою майстерність місцевим учням.

## Громадські організації
2014 року створено «Український клуб у Сінгапурі» (офіційний статус набуто 14 червня 2015 року), який очолив Віталій Чайка з Одеси (генеральний директор великої міжнародної компанії морської індустрії). Членами цього клубу (зареєстровано 36-40 осіб, але на заходи організовані Клубом збирається набагато більше українців) впроваджено традицію щороку проводити дитяче свято Миколая. Українські діаспоряни збираються та святкують Різдво і Великдень. 2016 року відсвяткували День Вишиванки вечорницями «Вареники Party». Спільно з Посольством України проводили поминальні заходи за жертвами Голодомору та Чорнобильської трагедії.
Спільно з Посольство України у жовтні 2015 року члени клубу брали участь в Дипломатичному благодійному базарі, де зібрані кошти передані до двох місцевих благодійних дитячих фондів. У лютому 2016 року — в акції допомоги благодійній організації Willing Hearts.
Робота Українського клубу у Сінгапурі (УКС) у 2015—2016 роках привернула увагу інших українських громадських організацій по всьому світу. У жовтні 2016 року Рада Директорів Світового Конґресу Українців ухвалила рішення про надання УКС статусу асоційованого членства у Світовому Конґресі Українців.
У жовтні 2016 року в рамках відзначення 25-ї річниці Незалежності України проведено «Тиждень Української культури». За сприяння Посольства із залученням українського шеф-кухаря Юрія Ковриженка було запропоновано українське меню з організацією та проведенням майстер-класів з приготування відомих українських страв для гостей та мешканців Сінгапуру.
2017 року українці, які проживають в Сінгапурі вперше створили команду для щорічних змагань з греблі на каное, було створено 2 команди: з 4 дівчат та 4 хлопців та 2 дівчат. Змагання "Country of Origin 2017" відбулися 17-19 серпня 2017 року.